# Кунзанг Чоден (писательница)
Кунзанг Чоден (род. 1952) — бутанская писательница. Она является первой бутанской женщиной, пишущей романы на английском языке.

## Биография
Чоден родилась в Бумтанге. Её родители были феодальными землевладельцами. В возрасте 9 лет отец отправил её учиться в Индию, где она выучила английский язык. Чоден с отличием окончила колледж Индрапрастха в Дели, где получила степень бакалавра психологии, и Небрасский университет, где получила степень бакалавра в области социологии. Она работала в Программе развития ООН в Бутане. В настоящее время она вместе с мужем живут в Тхимпху. Её муж родом из Швейцарии, у них две дочери и сын.

## Цикл Кармы
В 2005 году был опубликован её первый роман «Цикл Кармы». Действие романа происходит в 1950-х годах, в начальный период величественной модернизации в Бутане. Главная героиня, бутанская женщина, по профессии дорожный строитель, имеет дело как с традиционной, ограниченной гендерной ролью, так и с новыми видами сексизма, развившимися после получения мужчинами экономической свободы.